# Sorex planiceps
Sorex planiceps — вид роду мідиць (Sorex) родини мідицевих.

## Поширення
Країни поширення: Китай, Індія, Пакистан. Проживає на висотах від 2280 до 3970 метрів над рівнем моря. Живе у хвойних лісах і альпійських скелястих місцях проживання, які можуть бути вкриті снігом протягом восьми місяців у році.   

## Звички
Імовірно споживає різні види членистоногих, мокриць і жуків.

## Загрози та охорона
Загрози невідомі. Не відомо, чи вид присутній в будь-якій із захищених областей.